# Doris Hare
Doris Hare (Bargoed, 1 maart 1905 - Northwood 30 mei 2000) was een Brits actrice, die vooral bekend werd door haar rol als Mabel 'Mum' Butler met Reg Varney als haar zoon Stan Butler in de televisieserie On the Buses. Ze was de tweede actrice die deze rol vertolkte; in de eerste serie werd de rol gespeeld door Cicely Courtneidge.

## Privéleven
Doris Hare was de dochter van Betty Hare en Winifred Braemar die een reizend theater hadden en later in films speelden. Als driejarig kind trad ze al op. Ook haar jongere broer Bertie Hare werd acteur. In 1941 werd Doris Hare onderscheiden met de benoeming tot Lid in de Orde van het Britse Rijk vanwege haar inzet in de Tweede Wereldoorlog. In hetzelfde jaar trouwde ze met dr. John Roberts, met wie ze twee dochters kreeg. In 1973 scheidde ze van hem. Hare stierf op 95-jarige leeftijd.
Ze was 1,63 meter lang.

## Filmografie
- Second Best (1994) - Mrs. Hawkins
- Nuns on the Run (1990) - Sister Mary of the Sacred Heart
- Stuff televisieserie - Dolly - Goddess of Bleach (aflevering Cartesian Dualism for the Fuller Figure, 1988)
- Never the Twain televisieserie - Lil Crapper (aflevering Thicker Than Water, 1986)
- Comrade Dad televisieserie - Gran (8 aflevering 1986)
- The Secret Diary of Adrian Mole Aged 13 3/4 televisieserie - Queenie Baxter (1985-1987)
- Nanny televisieserie - Mrs. Fenshaw (3 aflevering 1982)
- Diamonds televisieserie - Dora Coleman (13 aflevering 1980)
- Why Didn't They Asked Evans? (televisiefilm, 1980) - Rose Pratt
- Shooting the Chandelier (televisiefilm, 1977) - Milena
- Confessions from a Holiday Camp (1977) - Mrs. Lea
- Confessions of a Driving Instructor (1976) - Mum
- Confessions of a Pop Performer (1975) - Mrs. Lea
- Holiday on the Buses (1973) - Mum
- On the Buses televisieserie - Mum (1969-1973)
- Mutiny on the Buses (1972) - Mum
- On the Buses (1971) - Mum
- Day of Rest (1970) - Rol onbekend
- Randall and Hopkirk (Deceased) televisieserie - Madame Hanska (aflevering But What a Sweet Little Room, 1969)
- Mr. Digby Darling televisieserie - Mrs. Bullivant (aflevering Facts of Life, 1969)
- Coronation Street televisieserie - Alice Pickens (Afl. onbekend, 1968-1969)
- The Ronny Barker Playhouse televisieserie - Ma (aflevering The Incredible Mister Tanner, 1968)
- Thirty-Minute Theatre televisieserie - Rol onbekend (aflevering The Sinner, 1968)
- Dixon of Dock Green televisieserie - 2 afleveringen (1961, 1966)
- The Saint televisieserie - Mrs. Barlow (aflevering The Crooked Ring, 1965)
- The Benny Hill Show televisieserie - Verschillende rollen (Afl. 6.1, 1965)
- Armchair Mystery Theatre televisieserie - Mrs. Prossett (aflevering Admirer at Number Eight, 1964)
- Comedy Playhouse televisieserie - Mrs. Martin (aflevering Nicked at the Bottle, 1963)
- A Place to Go (1963) - Lil Flint
- The Avengers televisieserie - Mrs. Briggs (aflevering The Frighteners, 1961)
- Alfred Marks Time televisieserie - Rol onbekend (Afl. 10 mei 1961)
- The League of Gentlemen (1959) - Molly Weaver
- Another Time, Another Place (1958) - Mrs. Bunker
- Strangers' Meeting (1957) - Nellie
- Colonel March of Scotland Yard televisieserie - Lydia (aflevering Present Tense, 1956)
- No Smoking (1955) - Customer
- Tiger by the Trail (1955) - Nurse Brady, hospital property clerk
- Double Exposure (1954) - Woman Police Sergeant
- Thought to Kill (1954) - Rol onbekend
- Douglas Fairbanks Jr. Presents televisieserie - Old Agnes (aflevering The Five Pound Note, 1953)
- Dance Hall (1950) - Rol onbekend, ook niet op aftiteling
- The History of Mr. Polly (1949) - May Pant
- Here Come the Huggetts (1948) - Mrs. Fisher
- She Couldn't Say No (1940) - Amelia Reeves
- Luck of the Navy (1939) - Mrs. Maybridge
- Discovories (1939) - Bella Brown
- Jubilee Window (1935) - Rol onbekend, ook niet op aftiteling
- Opening Night (1935) - Rol onbekend
- Night Mail (1934) - Rol onbekend

- Bibliothèque nationale de France: cb14185369j (data)
- International Standard Name Identifier: 0000 0003 7206 492X
- Library of Congress Control Number: no2010169730
- MusicBrainz: a1ff63aa-7404-4e77-96c5-5f63bbfefd96
- SNAC: w6tj933s
- Virtual International Authority File: 315533957
- WorldCat: E39PBJhCByXv87Pdh3kdWyGvHC